# Classe 60
La Classe 60 di velocità venne istituita dalla Federazione Motociclistica Italiana nel 1966 nell'intento di avvicinare allo sport motociclistico tanti giovanissimi possessori di ciclomotori ad alte prestazioni.

## Storia
A tale scopo venne istituita un'apposita categoria - denominata Cadetti - riservata esclusivamente a piloti che non fossero già stati in possesso di altre licenze di pilota (Juniores, Seniores) ed accessibile già ai sedicenni mentre per le due categorie superiori il limite era quello dei 18 anni.
La inconsueta cilindrata di 60 cm³ al posto dei "canonici" 50 cm³ dei ciclomotori rappresentò un non troppo riuscito tentativo di distogliere l'attenzione degli organi governativi dalle mirabolanti prestazioni di questi microbolidi che - non va dimenticato - derivavano direttamente dai ciclomotori di normale produzione, per i quali erano previsti i limiti di HP 1,5 e 40 Km/h di velocità massima, pena la sottoposizione alla targatura (dalla quale i ciclomotori erano allora esentati) e la successiva omologazione come motociclo.
La trovata non riscosse l'effetto voluto: da una parte tenne lontano dalle piste tantissimi costruttori che avrebbero beneficiato di una validissima promozione commerciale ma non vollero impegnarsi nella onerosa impresa di realizzare nuove fusioni per raggiungere il limite di cilindrata consentito; dall'altra parte non si ottenne certo il risultato di occultare le velocità raggiunte da questi mezzi (dai 120 km/h. delle prime versioni ai 150 km/h, ed oltre, delle ultime) infatti, anni dopo, la tanto temuta targatura, si impose anche al settore dei ciclomotori. La Classe 60 si dimostrò comunque buona fucina di campioni: infatti in questa classe maturarono le loro prime esperienze agonistiche campioni come Otello Buscherini, Paolo Sottili e Claudio Lusuardi.
Nel 1970 ebbero termine le competizioni di velocità su asfalto di questa classe e si ritornò alla più classica Classe 50.